# Les 13 Mystères
Les 13 Mystères est un recueil de nouvelles de Georges Simenon paru en 1932 aux Arthème Fayard.
Cette série de treize enquêtes, écrite 21, place des Vosges, à Paris, durant l’hiver 1928-1929, met en scène un détective amateur, Joseph Leborgne, personnage énigmatique dont on ne sait rien jusqu’au dernier mystère, La Tabatière en or, dans lequel le lecteur fait plus ample connaissance avec lui.
Ces nouvelles sont prépubliées dans l’hebdomadaire Détective du 21 mars au 27 juin 1929 (numéros 21 à 35) sous le pseudonyme de Georges Sim dans le cadre d’un concours hebdomadaire dans lequel chaque nouvelle, suivie des questions du concours, est publiée dans un premier numéro, et le dénouement dans un numéro ultérieur.

## Liste des nouvelles du recueil
- L'Affaire Lefrançois
  - Bulletin météo et savon noir permettent à Joseph Leborgne de déduire que le concierge est le coupable du crime.
- Le Coffre-fort de la S.S.S.
  - Trois associés se font tellement confiance qu’il faut la clé de chacun pour ouvrir le coffre-fort. Et pourtant quelqu’un l’a vidé. Joseph Leborgne raisonne, et désigne facilement le coupable.
- Le Dossier n°16
  - C’est l’amertume de la strychnine qui permet à Joseph Leborgne d’être sûr que la victime n’a pas été empoisonnée, mais qu’elle s’est vengée.
- Le Mort invraisemblable
  - Joseph Leborgne le démontre : la victime est bien morte d’un coup… de téléphone, mais pas de celui qu’on pense.
- Le Vol du lycée de B...
  - Joseph Leborgne le sait : il ne faut pas défier des collégiens en prétendant pouvoir déjouer les méthodes de la police.
- Le Dénommé Popaul
  - Le petit facétieux qui rajoute des petits mots à la correspondance du village ne reste pas longtemps anonyme aux yeux de Joseph Leborgne.
- Le Pavillon de la Croix-Rousse
  - Parce que son assassinat en chambre close est impossible, Joseph Leborgne comprend comment est mort le docteur Ceccioni.
- La Cheminée du « Lorraine »
  - Joseph Leborgne reconstitue la seule manière dont un futur cadavre a pu se retrouvé coincé dans la cheminée d’un vapeur de haute mer.
- Les Trois Rembrandt
  - Trois Rembrandt identiques en salle des ventes ! Lequel est le vrai ? Joseph Leborgne déjoue le coup monté.
- L’Écluse no 14
  - C’est en phosphorant beaucoup que Joseph Leborgne découvre qui a empoisonné l’eau des mariniers avec des allumettes.
- Les Deux Ingénieurs
  - Joseph Leborgne détruit l’alibi scientifiquement inattaquable de l’ingénieur assassin.
- La Bombe de l’Astoria
  - Après avoir compris que la bombe qui a détruit la chambre 77 n’était qu’un leurre, Joseph Leborgne peut mettre la police sur la piste des cambrioleurs en fuite.
- La Tabatière en or
  - Dans sa jeunesse, Joseph Leborgne a « emprunté » la tabatière en or de son bienfaiteur. Mais l’a-t-il également tué ?

## Particularités
Enquêteur : Joseph Leborgne (ne bouge pas de sa chambre et ne travaille que sur dossier – de presse le plus souvent)

## Éditions
- Prépublication dans Détective du 21 mars au 27 juin 1929 sous le pseudonyme de Georges Sim
- Édition originale : Fayard, 1932
- Tout Simenon, tome 18, Omnibus, 2003  (ISBN 978-2-258-06103-3)
- Livre de poche n° 14309, 2005  (ISBN 978-2-253-14309-3)
- Nouvelles secrètes et policières, tome 1, 1929-1938, Omnibus, 2014  (ISBN 978-2-258-10750-2)